# Acanthogyrus golvani
Acanthogyrus golvani är en hakmaskart som först beskrevs av Gupta och Sohan Lal Jain 1980.  Acanthogyrus golvani ingår i släktet Acanthogyrus och familjen Quadrigyridae. Inga underarter finns listade i Catalogue of Life.